# 35459 Klaurieger
35459 Klaurieger è un asteroide della fascia principale. Scoperto nel 1998, presenta un'orbita caratterizzata da un semiasse maggiore pari a 2,4805876 au e da un'eccentricità di 0,0985435, inclinata di 8,55686° rispetto all'eclittica.